# 식사대용품

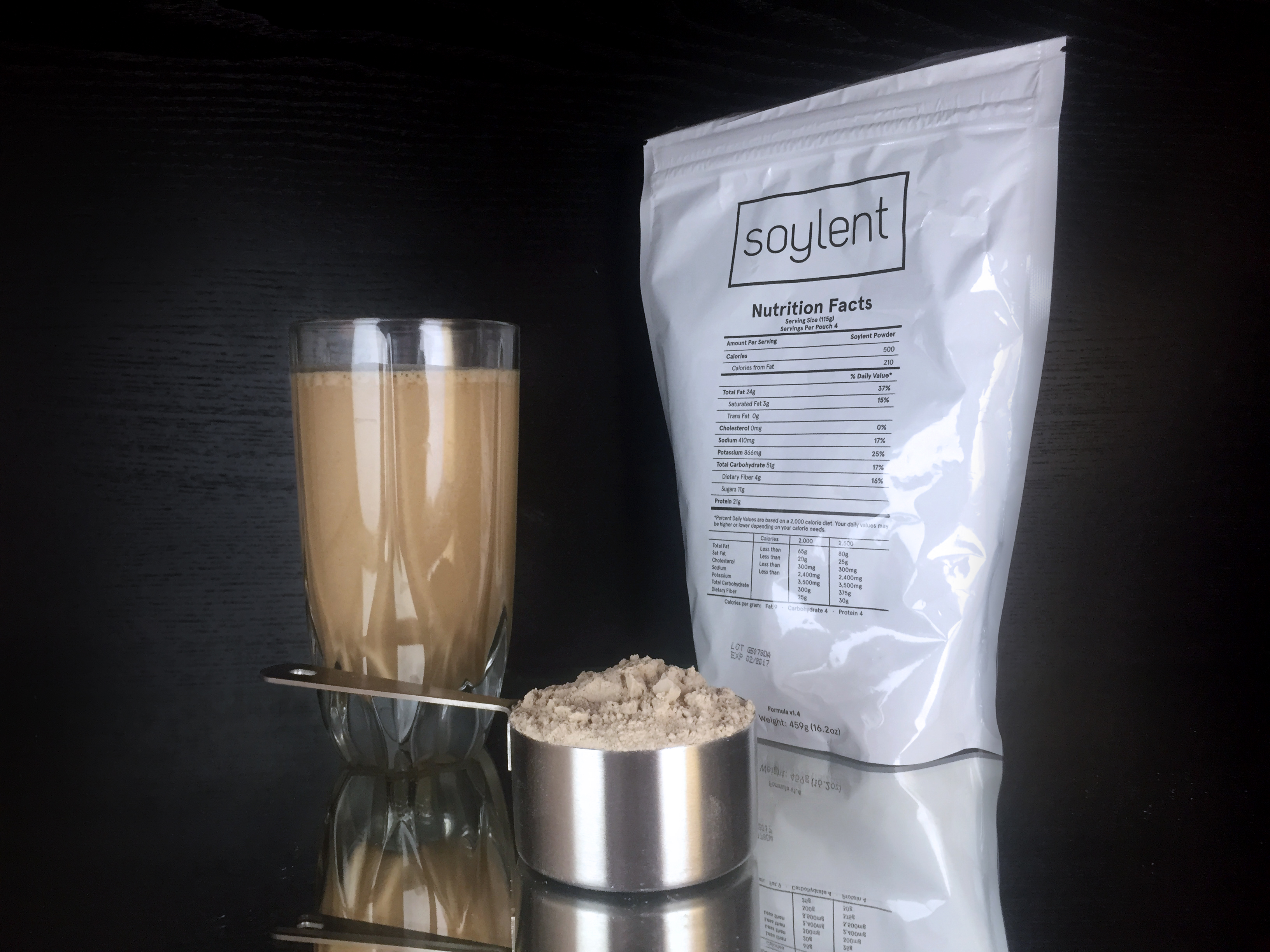
소일렌트는 파우더 형태의 식사대용상품의 예시다.

식사대용품(영어: meal replacement)은 고형의 식사용 음식의 대용품으로서 만들어진 음료, 바, 수프 등의 음식이며 대개 통제된 양의 칼로리와 영양분을 함유한다. 어떤 음료는 헬스 셰이크의 형태를 띈다. 의학적으로 처방된 식사대용 음료는 필요한 비타민과 무기질을 함유한다. 보디빌더는 하루에 대여섯 끼를 먹을 때 체중 감량용이 아닌 식사대용품을 사용하여 식사 준비 시간을 절약하기도 한다.
유럽연합에서는 체중 감량을 위한 칼로리 제한 다이어트에 사용할 목적의 식품을 다루기 위해 1996년 2월 26일에 제정된 집행 지침 96/8/EC를 통해 식단을 보조하거나("체중 조절을 위한 식사의 대체"), 기존의 식단을 완전히 대체("체중 조절을 위한 식단의 완전한 대체")하기 위한 체중 감량용 식사대용품이 일반적인 식단의 에너지의 양과 식품으로서 제공해야 하는 영양소를 함유하고, 포장지에 도움말과 관련 정보를 표기하도록 규제하고 있다. 예를 들자면, 식사대용품은 200~400 칼로리를 함유하며 그 중 지방이 제공하는 열량이 30%를 넘지 않아야 하고, 다양한 비타민과 무기질이 최소한의 필요량 이상으로 함유되어 있어야 한다. 라벨에 표시해야 할 정보가 규정되어 있으며, 포장에 의학적인 처방 없이 3주 이상 복용하여서는 안 된다는 것을 명시하여야 한다. 이는 다른 식품 없이 식사대용품만을 복용하여 발생할 수 있는 의도치 않은 영양실조를 방지하기 위함이다.
미국에서 "식사대용품"이라는 용어는 연방 음식-약물 관리 규정에는 정의되어 있지 않지만, 보통 일반적인 식사를 대체하기 위해 제한된 칼로리를 함유하는 에너지바나 음료, 액체에 섞어 마시는 파우더 형태의 상품을 의미한다. 식사대용품은 대개 끼니당 200~250 칼로리를 제공하며, 20 가지 이상의 비타민과 무기질이 첨가되고, 흔히 지방이나 설탕을 줄이는 등 소비자의 필요에 따라 영양소를 조절한다. 식사대용품은 일반적인 식품이나 기능식품으로서 규제될 수 있다.  캐나다에서 식사대용품은 캐나다 식품 검역청에 의해 규제되며, 반드시 칼로리, 단백질, 비타민의 최소 요구치를 충족하도록 되어있어서 미국의 어떤 상품들은 수입이 거부되기도 한다.
대한민국 식품의약품안전처에서는 체중 조절을 위한 식사대용품을 '체중조절용 조제식품'이라고 칭하며, 이는 '특수용도식품'에 속한다.

## 대중 문화
식사대용품은 SF, 특히 시간 여행 장르의 단골소재로 사용되어 왔으며, 이는 늦어도 영화 산타클로스 화성을 정복하다(1964)와 TV 드라마 로스트 인 스페이스(1965)에서부터 시작되었다.

## 같이 보기
- 브랜드:
  - 암브로나이트(en:Ambronite)
  - 인슈어(en:Ensure) (애벗래버러토리스)
  - HMR(en:Health Management Resources) (머크 샤프 & 돔)
  - 휴엘 (바디핵)
  - Met-Rx(en:Met-Rx) (NBTY)
  - 슬림패스트(en:SlimFast) (카이노스 캐피털)
  - 소일렌트(en:Soylent) (로사랩스)
  - 스페이스 푸드 스틱스(en:Space Food Sticks) (레트로퓨처프로덕츠)
  - 랩노쉬
- 보디빌딩 보충제(en:Bodybuilding supplement)
- 에너지 바(en:Energy bar)
- 영아식(en:Infant formula)
- 유동식(en:Liquid diet)
- 치료식(en:Therapeutic food)